# Dzhafar Kostoev
Dzhafar Kostoev (28 de abril de 1999) es un deportista emiratí que compite en judo. Ganó una medalla en los Juegos Asiáticos de 2022 y tres medallas en el Campeonato Asiático de Judo entre los años 2022 y 2025.

## Palmarés internacional
| Juegos Asiáticos    | Juegos Asiáticos       | Juegos Asiáticos  | Juegos Asiáticos |
| Año                 | Lugar                  | Medalla           | Categoría        |
| ------------------- | ---------------------- | ----------------- | ---------------- |
| 2022                | Hangzhou (China)       | Medalla de bronce | –100 kg          |
| Campeonato Asiático |                        |                   |                  |
| Año                 | Lugar                  | Medalla           | Categoría        |
| 2022                | Nursultán (Kazajistán) | Medalla de oro    | –100 kg          |
| 2024                | Hong Kong (China)      | Medalla de plata  | –100 kg          |
| 2025                | Bangkok (Tailandia)    | Medalla de plata  | –100 kg          |